# بخش مرکزی شهرستان درگزین
بخش مرکزی، یکی از بخش‌های شهرستان درگزین در استان همدان ایران است. مرکز این بخش، شهر قروه درگزین است.

## تقسیمات کشوری
- بخش مرکزی شهرستان درگزین
  - دهستان درگزین سفلی
  - دهستان درگزین غربی

شهر: قروه درگزین

## جمعیت
بر پایه سرشماری عمومی نفوس و مسکن در سال ۱۳۹۵، جمعیت بخش مرکزی شهرستان درگزین برابر با ۲۲٬۶۰۷ نفر بوده‌است.